# ظبوعة (ساة)
'

تعديل مصدري - تعديل

ظبوعة هي إحدى قرى عزلة ساه بمديرية ساة التابعة لمحافظة حضرموت، بلغ تعداد سكانها 120 نسمة حسب تعداد اليمن لعام 2004.